# 103 (szám)
A 103 (százhárom) a 102 és 104 között található természetes szám.

## A kultúrában
- Amikor egyszerre mondjunk valamit, az nyer, aki előbb mondja ki azt, hogy 103. Az angolszász kultúrában ennek megfelelője a "jinx". [1]

## A tudományban
- A periódusos rendszer 103. eleme a laurencium.
- A 103-as katalógusszámú kisbolygó a Héra nevet viseli.
- Szigorúan nem palindrom szám.[2]
- prímszám